# 뼈끝판
뼈끝판 또는 골단판(骨端板), 성장판(成長板)은 긴 뼈의 양쪽 끝에 있는 골간단의 투명하고 물렁한 연골판으로서 새로운 뼈의 성장이 일어나는 긴 뼈의 일부분이다. 모든 뼈는 기존의 뼈 조직을 유지하거나 변화시키는 과정을 통해 살아있도록 만들지만 뼈끝판은 긴 뼈의 길이를 늘리고 성장시킨다.
뼈끝판은 오직 어린이와 청소년들에게만 발견된다. 뼈끝판이 닫히면서 성장이 멈추는 어른들에게는 뼈끝판이 골간단과 골단 사이에 남아 있는 선인 골단선(骨端線, 뼈끝선)으로 바뀐다. 뼈끝판이 닫히는 현상은 평균적으로 여자 아이는 12 ~ 18세 사이에, 남자 아이는 14 ~ 19세 사이에 일어난다.

## 구조
연골의 골화 과정은 자궁 안과 유아의 연골에서 어린 뼈의 발달과 뼈끝판의 긴 뼈의 세로 방향의 성장을 담당한다. 뼈끝판의 연골세포는 유사 분열 과정을 통해 끊임 없이 분열한다. 이러한 딸세포들은 골단을 향해 쌓이는 반면에 나이가 든 세포는 골간으로 밀려난다. 나이가 든 연골세포가 퇴화하면서 조골세포가 남은 부분을 골화시키고 새로운 뼈를 형성한다.
사춘기에 에스트로겐의 수치가 증가하면서 여성과 남성 모두에서 뼈끝판에 있던 연골세포의 세포자살 현상이 증가하게 된다. 세포자살에 따른 연골세포의 고갈 현상은 골화가 덜 되면서 성장이 느려지게 되고 나중에는 연골 전체가 뼈로 바뀌면서 멈추게 된다. 뼈끝판이 닫히면 골단에 얇은 흉터만 남고 나중에는 사라지게 된다.

## 조직학
뼈끝판에는 다음과 같은 5가지 대상 배열을 갖는 매우 구체적인 형태학이 있다.
- 예비 연골: 잠잠한 연골세포는 골단 끝에서 발견된다.
- 증식: 연골세포는 성장 호르몬의 영향을 받아 빠른 유사 분열을 겪는다.
- 성숙과 비대: 연골세포는 유사 분열을 멈추고 글리코겐, 지방질, 알칼리성 인산분해효소 등을 축적하여 비대해지기 시작한다.
- 석회화: 연골세포는 세포자살 과정을 겪게 되며 바탕질이 석회화되기 시작한다.
- 골화: 골간에서 나온 파골세포와 조골세포는 석회화된 연골을 분해하고 광물화된 뼈 조직으로 대체한다.

## 임상적 함의
발육의 결함과 뼈끝판의 지속적인 분열은 성장 장애로 이어질 수 있다. 가장 흔한 결함은 연골 형성에 결함이 있는 연골무형성증인데 이는 왜소증의 가장 흔한 원인이기도 하다. 솔터-해리스 골절은 뼈끝판과 관련된 골절로서 성장, 키 또는 생리학적 기능을 방해하는 질병이기도 하다. 오스굿-슐레터병은 정강뼈의 뼈끝판에 스트레스를 받아서 뼈의 성장이 과도해지고 무릎에 통증이 있는 혹을 형성한다.
생리학에는 뼈끝판과 관련된 중요한 임상적 항의가 있다. 예를 들어 일시적인 반(半)골단고정술이라고 부르는 성장 유도 수술은 블라운트병, 구루병, 관절만곡증과 같이 다발성·선천성·골연골이형성을 띤 각종 소아 정형외과 장애로 인한 뼈의 기형을 교정하거나 곧게 펴는 데에 사용된다.